# Дабински универзитетски колеџ
Универзитетски колеџ у Даблину (обично се назива UCD; ир. Coláiste na hOllscoile, Baile Átha Cliath) је истраживачки универзитет у Даблину у Ирској и институција Националног универзитета Ирске. То је највећи ирски универзитет који је рангиран међу најпрестижнијим високошколским установама широм света на ранг листи Times Higher Education. U.S. News & World Report је 2020. године оценио овај универзитет као највиши светски рангирани ирски универзитет, а QS World University Rankings је 2019. сврстао овај универзитет на 1. место у Ирској и 78. место на свету по запошљивости и угледу.